# Charles Shyer
Charles Shyer (Los Ángeles, 11 de octubre de 1941-Los Ángeles, 27 de diciembre de 2024) fue un director de cine, guionista y productor cinematográfico estadounidense.

## Biografía
Shyer creció en la industria cinematográfica donde su padre, Melville Shyer, trabajó junto con David Wark Griffith y fue uno de los fundadores del Directors Guild of America (DGA). Luego de asistir a la Universidad de California, Los Ángeles, fue aceptado en el programa de aprendices del DGA, lo que lo llevó a trabajar como asistente de dirección.
Sin embargo, Shyer sintió inquietud por la escritura de guiones y fue a trabajar como asistente de Garry Marshall y Jerry Belson, productores de la serie de TV La extraña pareja. Shyer se convertiría en el escritor principal de la serie.
Luego de La extraña pareja, Shyer empezó a trabajar en largometrajes, obteniendo su primer crédito como escritor en el éxito de 1977 Los Caraduras protagonizado por Burt Reynolds. Al año siguiente, coescribió Goin' South (protagonizada y dirigida por Jack Nicholson) y recibió su primera nominación al Premio WGA al Mejor Guion por el éxito de 1978 House Calls protagonizado por Walter Matthau y Glenda Jackson.
En 1979, Shyer trabajo junto con Nancy Meyers para escribir y producir Private Benjamin. Contrario a la creencia de esa época, de que si una mujer protagonizaba una película sin una coestrella masculina era un fracaso de taquilla, el filme, que cuenta la historia de una joven mujer que se une al Ejército de los Estados Unidos, fue un gran éxito y recaudó más de $100 millones a nivel mundial. El guion de Private Benjamin le valió a Meyers y Shyer un Premio WGA al Mejor Guion Original y estuvo nominada a un Premio Oscar en la misma categoría. Las dos protagonistas del filme, Goldie Hawn y Eileen Brennan, fueron nominadas para Premios Oscar. El filme también estuvo nominado para múltiples categorías en los Premios Globo de Oro, incluyendo Mejor Película y Mejor Actriz.
El siguiente proyecto de Shyer, Irreconcilable Differences, marcó su debut como director. En la película Shelley Long y Ryan O'Neal interpretan a una pareja de Hollywod cuya obsesión con el éxito destruye su relación con su hija, interpretada por Drew Barrymore que en ese entonces tenía ocho años de edad. Los críticos alabaron el equilibrio entre el tratamiento de los personajes y la sensitiva actualización del estilo de comedia de los años 1930. Diferencias irreconciliables recibió varias nominaciones a los Premios Globo de Oro, incluyendo Mejor Actriz para Shelly Long y Drew Barrymore.
En 1987, Shyer escribió y dirigió Baby Boom, la cual, al igual que Private Benjamin, muestra el papel de las mujeres en un mundo cambiante e influencia por el feminismo a través de una comedia romántica. En la película, Diane Keaton interpreta a J.C. Wiatt, una alta ejecutiva que queda embarazada inesperadamente. Al igual que Hildy Johnson (interpretada por Rosalind Russell) en His Girl Friday, el personaje de Wiatt se convirtió en un prototipo contemporáneo de la mujer trabajadora. El filme estuvo nominado a los Premios Globo de Oro en las categorías de Mejor película - Comedio o musical y Mejor actriz - Comedia o musical (Diane Keaton).
En 1991, Meyers and Shyer, trabajando con material anterior por primera vez, realizaron un remake del clásico de 1950 de Vincente Minnelli El padre de la novia. Sin cambiar drásticamente el núcleo emocional, ellos actualizaron la visión del filme acerca del matrimonio. Steve Martin recibió críticas positivas por su personificación de un padre que "pierde" a su hija y su cuenta bancaria al mismo tiempo. Diane Keaton, Kimberly Williams y Martin Short también fueron bien recibidos por sus actuaciones y el filme llegó a ser un éxito a nivel mundial.
Meyers y Shyer escribieron, produjeron y dirigieron Father of the Bride Part II, una secuela al éxito de 1991 con el regreso de todos los actores principales. La película fue la atracción principal de Touchstone Pictures para la temporada navideña de 1995, abrió con el puesto número uno en las taquillas y llegó a recaudar más de $100 millones en todo el mundo.
En 1997, Shyer coescribió y produjo un remake de la película de 1961 The Parent Trap. El filme fue dirigido por Nancy Meyers. Aclamada por su adaptación humorosa del clásico de Disney, la película se convirtió en un éxito mundial instantáneamente.
Luego de esto, Shyer dirigió una película dramática, The Affair of the Necklace, protagonizada por Hilary Swank, Adrien Brody y Simon Baker. Con una cinematografía y vestuarios lujosos y ambientado en la República Checa y Francia, el filme recibió críticas positivas y una nominación al Premio Oscar al mejor diseño de vestuario a Milena Canonero.
En 2004, Shyer escribió, dirigió y produjo una nueva versión del clásico de los años 1960 Alfie. El filme fue protagonizado por Jude Law, Susan Sarandon y Sienna Miller en su primer papel importante.
El siguiente proyecto de Shyer es la dirección y producción ejecutiva de Eloise in Paris para HandMade Films, una película basada en los libros clásicos infantiles de los años 1950. También planea escribir el guion junto con su hija Hallie Meyers-Shyer y Larry Spencer. La filmación se llevará a cabo en Londres, París y Nueva York. Shyer también está trabajando en Sweet Little Fifteen para Fox Searchlight, la cual dirigirá y coescribirá junto con Spencer.
Shyer residía en Los Ángeles. Se casó con Nancy Meyers en 1980, con quien tuvo dos hijas, Annie Meyers-Shyer y Hallie Meyers-Shyer, quienes han tenido papeles menores en sus filmes. Se separaron en 1999. En 2004 se casó con Deborah Lynn, con quien tuvo dos hijos.

### Muerte
El 27 de diciembre de 2024, falleció a los 83 años en el Centro Médico Cedars-Sinaí de Los Ángeles, tras padecer una breve enfermedad.

## Filmografía
- Mejor Navidad ¡Imposible! (2023)
- Alfie (2004)
- El misterio del collar (2001)
- The Parent Trap (1998)
- Father of the Bride Part II (1995)
- I Love Trouble (1994)
- Once Upon a Crime (1992)
- El padre de la novia (1991)
- Baby Boom (1987)
- Protocol (1984)
- Irreconcilable Differences (1984)
- Private Benjamin (1980)
- Goin' South (1978)
- House Calls (1978)
- Los Caraduras (1977)

## Trabajos para televisión
- Him and Us (telefilme, 2006)
- Baby Boom (serie, escritor de 3 episodios, 1988)
- Private Benjamin (serie, 1981)
- La extraña pareja(serie, director de un episodio en 1975 y escritor de otro episodio en 1971)
- Happy Days (serie, 1974)
- Lady Luck (telefilme, 1973
- Cops (telefilme, 1973)
- The Partridge Family (serie, escritor de un episodio en 1971)
- Getting Together (serie, escritor, 1971)
- Love, American Style (serie, productor, 1969)
- The Mothers-In-Law (serie, asistente de productor, 1967)

## Premios y distinciones
Premios Óscar
| Año  | Categoría            | Película            | Resultado |
| ---- | -------------------- | ------------------- | --------- |
| 1981 | Mejor guion original | La recluta Benjamin | Nominada  |